# راجا رافي فارما
راجا رافي فارما (بالماليالامية:രാജാ രവി വര്‍മ്മ) رسام هندي ولد في مملكة ترافنكور (كيرلا حاليا) يوم 29 أبريل 1848 
ومات في 2 أكتوبر 1906.
اهتم فارما برسم الشخصيات والآلهة و الأحداث في الديانة الهندوسية و ما يتعلق بتاريخ الهند , فقد كان رسمه للشخصيات الهندية التقليدية مصحوبا بالتقنيات الأوروبية للرسم بالزيت ، فقد تعلم الرسم بالزيت علي يد الرسام البريطاني ثيودور جينسون. كما اهتم بتصوير الحياة اليومية في الهند

## روابط خارجية
- راجا رافي فارما على موقع IMDb (الإنجليزية)
- راجا رافي فارما على موقع الموسوعة البريطانية (الإنجليزية)
- راجا رافي فارما على موقع ميوزك برينز (الإنجليزية)